# Physik in unserer Zeit
Physik in unserer Zeit ist ein deutschsprachiges Physikmagazin, das in sechs Heften pro Jahr erscheint. Neben der gedruckten Auflage gibt es auch eine abonnierbare Onlineausgabe mit frei zugänglichen Texten, Animationen, Videos und Software. Herausgeber ist der Wissenschaftsverlag Wiley-VCH (Weinheim und Berlin).

## Leser und Themen
Das Magazin wendet sich vor allem an Studenten der Physik, Physiker in allen Bereichen der akademischen Forschung und der Wirtschaft, sowie Lehrer. Neben den Kernbereichen der Physik deckt „Physik in unserer Zeit“ auch angrenzende Forschungsgebiete ab. Dazu zählen Astrophysik, Kosmologie, Lebenswissenschaften, Chemie, Geo- und Umweltforschung, Energieforschung, Physikgeschichte und mehr.

## Rückblick und Heute
Die Zeitschrift wurde 1970 gegründet und damals als „lebendiges Lehrbuch“ konzipiert. Sie hat bis heute den Anspruch, in möglichst anschaulichen Übersichtsartikeln über die aktuelle physikalische Forschung zu berichten. Die Beiträge sind überwiegend von aktiven Wissenschaftlern geschrieben. Sie werden von der Redaktion so bearbeitet, dass Leser mit physikalischer Allgemeinbildung sie verstehen können, ohne in das jeweilige Spezialgebiet eingearbeitet zu sein. Darin unterscheidet sich „Physik in unserer Zeit“ von den „Primary Research Journals“, denn dort wenden sich die Autoren an Spezialisten des eigenen Fachgebiets.
Über die strenge wissenschaftliche Forschung hinaus bietet das Magazin auch Beiträge über physikalische Alltagsphänomene (vielfach von Hans-Joachim Schlichting) oder Sportphysik, zum Beispiel zur Physik des Fahrrads.

## Gliederung der Hefte
Jedes Heft von „Physik in unserer Zeit“ gliedert sich in drei Teile. Eröffnet wird es von auf ihrem Gebiet etablierten Forschenden, die sich im „Editorial“ zu einem Thema oder einem Schwerpunkt des Hefts äußern. Der erste Teil „Treffpunkt Forschung“ bringt dann Kurzbeiträge und Meldungen zu aktuellen Forschungsergebnissen. Ihm folgt ein Abschnitt mit vier bis sechs großen Hauptaufsätzen, die sich wichtigen Forschungsfeldern widmen. Den Schlusspunkt setzt ein Magazinteil, der sich Alltagsphänomenen, Physikgeschichte, Spaß und Spielereien widmet sowie ein Rätsel, Buchbesprechungen und TV-Tipps beinhaltet. 

## Redaktion und ihre Berater
Physik in unserer Zeit hat zwei gleichberechtigte Redakteure, den Physiker und promovierten Philosophen Dirk Eidemüller (seit 2021) und den Physiker Roland Wengenmayr (seit 2001). Beide sind auch als freie Wissenschaftsjournalisten tätig. Beraten werden sie von einem Kuratorium von Physikern aus den wichtigen Forschungsgebieten, der Physikdidaktik und der Industrie.
Chefredakteur von der Gründung 1970 bis 1992 war Jochen Fricke. Von 1990 bis Ende 2020 war der Physiker und promovierte Astronom Thomas Bührke Redakteur.

## Bücher auf Basis der Zeitschrift
Auf Basis der Hauptaufsätze entstehen auch Bücher, die von den Redakteuren herausgegeben werden. Dazu zählen „Bührke, Wengenmayr (Hrsg.): Erneuerbare Energie“ (2007 erschienen, englische Ausgabe 2008). Sie wenden sich an Leser, die eine tiefergehende Darstellung des jeweiligen Wissensgebiets suchen.